# Huitrelle
Die Huitrelle (auch: Huîtrelle geschrieben) ist ein Fluss in Frankreich, der im Département Aube in der Region Grand Est verläuft. Sie entspringt im Ortsgebiet von Mailly-le-Camp, entwässert zunächst in südöstlicher Richtung, dreht dann aber abrupt nach Süden und mündet nach insgesamt rund 23 Kilometern im Gemeindegebiet von Vinets als rechter Nebenfluss in die Aube.

## Orte am Fluss
(Reihenfolge in Fließrichtung)
- Mailly-le-Camp
- Trouans
- Dosnon
- Grandville
- Lhuître
- Vinets